# Universidad de Vaasa
la Universidad de Vaasa es una universidad pública, situada en Vaasa, en el campus de Palosaari. La universidad se fundó en 1968 y tiene aproximadamente 5.000 estudiantes. 
Tiene tres facultades que son:
- Facultad de filosofía
- Facultad de economía gerencial
- Facultad técnica